# Ardisia pedalis
Ardisia pedalis är en viveväxtart som beskrevs av Egbert Hamilton Walker. Ardisia pedalis ingår i släktet Ardisia och familjen viveväxter. Inga underarter finns listade i Catalogue of Life.